# Jacobo Ynclán
Jacobo María Ynclán Pajares (Madrid, 4 febbraio 1984) è un ex calciatore spagnolo, di ruolo centrocampista o attaccante.

## Caratteristiche tecniche
Ala sinistra, può giocare come esterno sinistro o come seconda punta.